# دوگو پویه (سوکوبانگا)
دوگو پویه (به صربی: Dugo Polje) یک منطقهٔ مسکونی در صربستان است که در سوکوبانگا واقع شده‌است. دوگو پویه ۶۹۰ نفر جمعیت دارد.